# Caradrina parthenopea
Caradrina parthenopea är en fjärilsart som beskrevs av Costa. Caradrina parthenopea ingår i släktet Caradrina och familjen nattflyn. Inga underarter finns listade i Catalogue of Life.